# Resolutie 1143 Veiligheidsraad Verenigde Naties
Resolutie 1143 van de Veiligheidsraad van de Verenigde Naties werd op 4 december 1997 unaniem aangenomen door de VN-Veiligheidsraad.

## Achtergrond
Op 2 augustus 1990 viel Irak zijn zuiderbuur Koeweit binnen en bezette dat land. De Veiligheidsraad
veroordeelde de inval en later kregen de lidstaten carte blanche
om Koeweit te bevrijden. Eind februari 1991 was die strijd beslecht waarna Irak zich neerlegde bij alle aangenomen
VN-resoluties.

## Inhoud

### Waarnemingen
Het was noodzakelijk om – tijdelijk – humanitaire hulp te blijven leveren aan de Iraakse bevolking, en die hulp moest gelijk verdeeld worden over alle lagen van die bevolking in heel het land. De situatie op het vlak van voeding en gezondheid bleef precair. Secretaris-generaal Kofi Annan had gevraagd de inkomsten uit resolutie 986 opnieuw te bekijken en deze mogelijk te verhogen. Het olie-voor-voedselprogramma liet Irak toe elke 90 dagen voor US$ 1 miljard olie uit te voeren om de humanitaire hulp aan de Iraakse bevolking te betalen.

### Handelingen
Het olie-voor-voedselprogramma werd een tweede keer verlengd met 180 dagen, te beginnen op 5 december. Tegen 5 januari 1998 moest Irak ook een nieuw distributieplan ter goedkeuring indienen. Na 90 en na 180 dagen zou de uitvoering van deze resolutie onder de loep worden genomen. De secretaris-generaal werd daarom gevraagd te rapporteren of Irak de hulpgoederen eerlijk verdeelde, voldoende inkomsten had en voldoende olie kon uitvoeren. Ook zou de secretaris-generaal proberen het humanitaire programma te verbeteren.

## Verwante resoluties
- Resolutie 1134 Veiligheidsraad Verenigde Naties
- Resolutie 1137 Veiligheidsraad Verenigde Naties
- Resolutie 1153 Veiligheidsraad Verenigde Naties (1998)
- Resolutie 1154 Veiligheidsraad Verenigde Naties (1998)

Lijst ·  1093 ·  1094 ·  1095 ·  1096 ·  1097 ·  1098 ·  1099 ·  1100 ·  1101 ·  1102 ·  1103 ·  1104 ·  1105 ·  1106 ·  1107 ·  1108 ·  1109 ·  1110 ·  1111 ·  1112 ·  1113 ·  1114 ·  1115 ·  1116 ·  1117 ·  1118 ·  1119 ·  1120 ·  1121 ·  1122 ·  1123 ·  1124 ·  1125 ·  1126 ·  1127 ·  1128 ·  1129 ·  1130 ·  1131 ·  1132 ·  1133 ·  1134 ·  1135 ·  1136 ·  1137 ·  1138 ·  1139 ·  1140 ·  1141 ·  1142 ·  1143 ·  1144 ·  1145 ·  1146